# Phandermopsis caudata
Phandermopsis caudata är en rundmaskart. Phandermopsis caudata ingår i släktet Phandermopsis, och familjen Phanerodermatidae. Arten är reproducerande i Sverige.